# McCormack Island
McCormack Island är en ö i Kanada.   Den ligger i territoriet Nunavut, i den östra delen av landet, 1 500 km norr om huvudstaden Ottawa. Arean är 8,8 kvadratkilometer.
Terrängen på McCormack Island är platt. Öns högsta punkt är 54 meter över havet. Den sträcker sig 6,7 kilometer i nord-sydlig riktning, och 7,5 kilometer i öst-västlig riktning.